# Ciosaniec (województwo lubuskie)
Ciosaniec (niem. Schussenze) – wieś w Polsce położona w województwie lubuskim, w powiecie wschowskim, w gminie Sława.

## Położenie
Ciosaniec leży przy drodze wojewódzkiej nr 316 oraz niedaleko nieczynnej już linii kolejowej Kolsko-Głogów. Działa tu publiczna szkoła podstawowa w Ciosańcu oraz oddział przedszkolny.

## Historia
Wieś historycznie należała do Wielkopolski, ma metrykę średniowieczną i jest notowana od XIII wieku. Po raz pierwszy wymieniona została w 1278 w zlatynizowanej formie Zossinida, 1528 Czyossavyecz, 1533 Czossane, Cziossano, 1563 Cziosaniecz, 1567 Cziossaniecz, 1580 Cziossaniec, 1944 Ostlinde.
Wieś była początkowo własnością książęcą, później rycerską, a następnie należała do Opactwa Cystersów w Przemęcie. 6 stycznia 1278 książęta wielkopolscy Bolesław Pobożny oraz Przemysł II w wystawionym dokumencie lokacyjnym oznajmili, że komes i wojewoda wielkopolski Beniamin Zaręba przekazał opatowi opactwa cystersów w Paradyżu otrzymane od tych książąt wsie: Wieleń koło Przemętu oraz 7 innych w tym także Ciosaniec celem założenia nowego klasztoru cysterskiego. Książęta przyjeli tę fundację pod opiekę oraz nadali wymienionym w dokumencie wsiom immunitety ekonomiczno-sądowe, a także zezwolili na ich lokację na prawie niemieckim, zwalniając je od ceł oraz obowiązku wypraw wojennych z wyjątkiem obrony kraju.
W 1528 miejscowość wymieniona została w opisie granicy pomiędzy Koroną Królestwa Polskiego, a księstwem głogowskim. Wówczas Ciosaniec był wsią opuszczoną i od sąsiadującego z nim miastem Sława, leżącym w księstwie głogowskim, oddzielała ją struga o nazwie „Czarna”. Granicą pomiędzy Polską, a księstwem oraz pomiędzy wsiami Ciosaniec oraz Lubogoszcz, należącą do w księstwa, był kopiec w pobliżu błota zwanego „Kobyle Błoto”. Dalej granica prowadziła do kolejnego kopca położonego w pobliżu strugi zwanej „Kobyla Szyja”. W 1533 król Polski Zygmunt Stary zatwierdził wszystkie przywileje oraz nadania dóbr klasztoru przemęckiego, które udzielone zostały przez dawniejszych monarchów, w tym m.in. dla wsi Ciosaniec należący do najstarszej fundacji. W 1563 miejscowość leżała w powiecie kościańskim województwa wielkopolskiego Korony Królestwa Polskiego, w parafii Świętopietrze.
Wieś odnotowana została w historycznych regestrach podatkowych. W 1563 miał miejsce pobór podatków we wsi od 4,5 łana, karczmy oraz od 7 zagrodników. W 1577 odbył się pobór z 4,5 łana, karczmy, 3 zagrodników i 5 komorników. W 1580 pobór z 6 łanów, 7 zagrodników, 7 komorników posiadających bydło, 3 rzemieślników oraz od 2 ratajów (najemnych pracowników) od pługa.
Pod koniec XVI wieku miejscowość była wsią duchowną, własnością opactwa cystersów w Przemęcie i leżała w powiecie kościańskim województwa poznańskiego w Rzeczypospolitej Obojga Narodów.
W XVIII wymienia się tu filię kościoła prowadzoną przez ojca Bonifacego. W 1777 roku stary drewniany kościół zastąpiono nowym, a w 1789 Ciosaniec stał się samodzielną parafią.
Wskutek II rozbioru Polski w 1793 wieś przeszła pod władanie Prus i jak cała Wielkopolska znalazła się w zaborze pruskim. W okresie Wielkiego Księstwa Poznańskiego (1815-1848) miejscowość wzmiankowana jako Ciosanica należała do wsi większych w ówczesnym powiecie babimojskim rejencji poznańskiej. Ciosanica należała do kaszczorskiego okręgu policyjnego tego powiatu i stanowiła część majątku Kaszczor, który należał wówczas do rządu Królestwa Prus w Berlinie. Według spisu urzędowego z 1837 roku Ciosanica liczyła 639 mieszkańców, którzy zamieszkiwali 92 dymy (domostwa).

### Okres powojenny
W styczniu 1945 roku ewakuowano mieszkańców Ciosańca w stronę Zielonej Góry, gdyż tereny te były zagrożone walkami. Rosjanie schwytali jednak wszystkich mieszkańców i skierowali ich do przymusowej pracy. Stało się tak, ponieważ zniszczone zostały mosty na Odrze. Mieszkańcy powrócili do domostw dopiero pod koniec 1945 roku.
W latach 1954–1972 wieś należała i była siedzibą władz gromady Ciosaniec. W latach 1973–1976 miejscowość była siedzibą gminy Ciosaniec. W latach 1975–1998 miejscowość administracyjnie należała do województwa zielonogórskiego.

## Zabytki
- kościół św. Michała Archanioła, świątynia parafialna wzniesiona w latach 1912–1914 w stylu neobarokowym. Wszystkie zabytki znajdujące się w świątyni pochodzą z poprzedniego kościoła zbudowanego w 1777 roku przez cystersów z pobliskiego Przemętu. W prezbiterium płaskorzeźba Michała Archanioła.

## Gospodarka
Głównymi źródłami dochodów mieszkańców Ciosańca są rolnictwo i własne działalności gospodarcze.
Jedynymi miejscami dającymi stałe zatrudnienie są sklepy i Zakład Przetwórstwa Torfu.